# 何璧堅
何璧堅（1919年10月5日—2003年1月12日），已故香港電影人、電視劇演員。
何璧堅早年出身於電影界，曾參與多部粵語片的幕後編導工作，偶爾也在幕前演出。1970年代他加入無綫電視成為基本演員，多數都是在武俠劇中飾演高僧的角色。

## 作品

### 電影

#### 化妝
- 花和尚大鬧五台山（1950年）

#### 副導演
- 鴛鴦劫（1950年）
- 花街慈母（1950年）
- 處處喜相逢（1953年）

#### 導演
- 浩劫紅顏（1952年）
- 路邊千金（1962年）

#### 演員
- 黃金潮（1947年）
- 沙場諜影（1948年）... 密探何強
- 瘋狂月老（1948年）
- 仙童玉女（1948年）... 班長
- 風流女賊（1948年）... 經理
- 御貓大戰錦毛鼠（1948年）
- 此恨編綿無絕期（1948年）... 職員
- 恨海情鴛（1948年）
- 滿江紅（1949年）... 教員
- 狄青（1949年）... 李義
- 夢裡西施（1949年）
- 方世玉夷戰峨眉山（1949年）
- 斷腸花（1949年）
- 天涯何虎再相逢（1950年）... 老醫生
- 脂粉豺狼（1950年）
- 大破銅網陣（1950年）
- 老婆皇帝（1952年）
- 處處喜相逢（1953年）... 廠長
- 春（1953年）
- 落霞孤鶩（1953年）
- 危樓春曉（1953年）
- 家（1953年）
- 復活（1955年）
- 寒夜（1955年）
- 浪子回頭（1958年）
- 第七號司機（1958年）
- 玉女驚魂（1958年）
- 金山大少（1959年）
- 湖畔草（1959年）
- 天倫情淚（1959年）
- 歡喜冤家（1959年）
- 豪門夜宴（1959年）
- 七劍下天山（1959年）
- 難兄難弟（1960年）
- 雷雨之夜（1960年）
- 999廿四小時奇案（1961年）
- 情天未老（1961年）
- 山盟海誓（1961年）
- 富貴神仙（1962年）
- 嫂夫人（1962年）
- 患難真情（1962年）
- 滿江紅（1962年）
- 倚天屠龍記（下集）（1963年）
- 恩怨情天（1963年）
- 斷腸花（1963年）
- 倚天屠龍記（上集）（1963年）
- 幸福新娘（1963年）
- 春到人間（1963年）
- 一味靠滾（1964年）
- 隱形福星（1964年）
- 鴛夢重溫（1964年）
- 午夜招魂（1964年）
- 龍虎震江南（下集）（1964年）
- 蜜月（1965年）
- 愛情永遠在懷念中（1965年）
- 親情深似海（1966年）
- 播音王子（1966年）
- 遺產一百萬（1966年）
- 賊美人（1966年）
- 七彩難兄難弟（1968年）
- 秋雨春心（1969年）... 何璧堅
- 肝膽照江湖（1970年）
- 過江龍（1970年）
- 意亂情真（1970年）
- 三個十七歲（1972年）... 嵐父
- 苗寨烽火（1973年）
- 渾身是膽（1975年）... 大叔
- 慌失失（1979年）
- 魔情（1989年）
- 越柙飛龍（1990年）
- 愛到盡頭（1993年）

#### 編劇
- 仙童玉女（1948年）
- 幾家歡笑幾家愁（1950年）
- 一丈紅（1952年）
- 浩劫紅顏（1952年）
- 落霞孤鶩（1953年）
- 雙雄鬥智（1953年）
- 錦繡人生（1954年）
- 牡丹花發狀元紅（1957年）
- 清明時節（1962年）
- 路邊千金（1962年）
- 相思湖畔（1965年）
- 黑玫瑰（1965年）
- 黑色的假期（1965年）
- 情海茫茫（1965年）
- 肉搏明月灣（1966年）

### 電視
- CID 飾 陳展鵬（1976年）
- C.I.D. II 飾 陳展鵬（1977年）
- 家變 飾 邵金強（1977年）
- 倚天屠龍記 飾 朱長齡（1978年）
- 小李飛刀 飾 孫駝子 （1978年）
- 小李飛刀之魔劍俠情 飾 孫駝子（1978年）
- 楚留香 飾 高冠勇（1979年）
- 網中人 飾 何國泰（1979年）
- 上海灘龍虎鬥 飾 浩 叔（1980年）
- 親情 飾 何玉堂（1980年）
- 火鳳凰 飾 麥律師（1981年）
- 前路 飾 何志忠（1981年）
- 英雄出少年 飾 至　善（1981年）
- 天龍八部 飾 少林方丈玄慈（1982年）
- 萬水千山總是情 飾 程子雲（1982年）
- 假日風情（1982年）
- 星塵 飾 酒客乙（1982年）
- 香港82-84 飾 銀行職員,卜偉承 (熊良錫飾) 同事 （1982-84年）
- 播音人 飾 韋志堅（1983年）
- 老洞 飾 夏長清（1983年）
- 射鵰英雄傳 飾 焦木大師（1983年）
- 天師執位 飾 戲班班主（1984年）
- 決戰玄武門 飾 少林方丈（1984年）
- 楚留香之蝙蝠傳奇 飾 金振寰（1984年）
- 薛仁貴征東
- 挑戰 飾 醫生 (1985年)
- 黃大仙 飾 福　伯（1986年）
- 流氓大亨 飾 法　官（1986年）
- 書劍恩仇錄 飾 天鳴方丈（1987年）
- 太平天國 飾 周村長（1988年）
- 奇門鬼谷 飾 楚國使者（1988年）
- 晉文公傳奇 飾 衛　侯（1989年）
- 義不容情 飾 監獄長（1989年）
- 他來自江湖 飾 何　杰（第7集）（1989年）
- 連城訣 飾 神　醫（1989年）
- 劍魔獨孤求敗 飾 慈法大師（1990年）
- 人在邊緣 飾 堅叔（1990年）
- 重案傳真 飾 鄺　泉（1992年）
- 水滸英雄傳 飾 徐知縣（1992年）
- 血濺塘西 飾 周同 （1992年）
- 馬場大亨 飾 院長    (1993年)
- 金毛獅王 飾 波斯特使（1994年）
- 小李飛刀 飾 何掌門（1994年）
- 笑看風雲 飾中天集團高層元老（1994年）
- 刀馬旦 飾 吳　富（1995年）
- 一切從失蹤開始 飾 紳　士（1995年）
- 河東獅吼 飾 無慧大師（1996年）
- 笑傲江湖 飾 方生大師（1996年）
- 大刺客 飾 趙鞅（1997年）

## 外部連結
- 何璧堅在互联网电影资料库（IMDb）上的資料（英文）
- 何璧堅在香港影庫上的簡介
- 何璧堅在豆瓣上的资料（简体中文）
- 何璧堅在时光网上的簡介（简体中文）